# PervasiveSQL
Motor de base de datos incrustable que sustenta la integridad de los datos, el alto rendimiento, flexibilidad, escalabilidad y un bajo coste total de propiedad. 

## Resumen de características
- Rendimiento de Btrieve® - API transactional para un acceso más rápido a los datos.

- Optimizador de SQL - proporciona un mayor rendimiento SQL. ODBC, JDBC, ADO / OLE DB y PDAC... todos se aprovechan de estas mejoras.

- Turbo Write Accelerator - maximiza la eficacia de las E/S del disco.

- Compatibilidad retroactiva completa - aplicaciones y bases de datos heredadas.

- Capacidad de incrustación: Biblioteca de desarrollo de clase.

- Caja de herramientas de instalación completa.

- Operaciones continuas.

- Tecnología de reconexión automática. Evita problemas menores de red porque es capaz de reconectar perfectamente puestos de trabajo a un motor de servidor cuando se produce un error en la red.

- Parámetros dinámicos en plataformas cruzadas - no es necesario volver a actualizar el entorno de la base de datos en cada plataforma.

- Integridad en plataformas cruzadas - el comportamiento igual en todas las versiones y plataformas simplifica la distribución y administración en plataformas cruzadas.

- Independencia de versión de servidor y cliente - Simplifica de forma extraordinaria las tareas de distribución.

## Evolución
Pervasive SQL ha crecido en el tiempo desde las raíces del motor Btrieve, del cual aún se mantiene el soporte técnico para sus bibliotecas API. Aún en la última versión lanzada se garantiza la compatibilidad de funcionamiento con todas las versiones anteriores incluso con Btrieve 6.15 capacidad de lectura de archivos Btrieve 5.x. Esto significa que la reciente versión de PSQL es compatible con aplicaciones y datos creados hace más de diez años.
Quienes hayan invertido en adquirir las nuevas versiones podrán fácilmente ganar en rendimiento convirtiendo sus archivos desde 6.x a la última versión, con un simple programa asistente.

## PostgreSQL
Actualmente Pervasive tomó la versión libre de esta base de datos mundialmente utilizada en un intento de dar apoyo a los desarrollos libres y lanzando al mercado una versión probada con el soporte de la compañía.

## Otros productos

### Gestión de datos
- Auditmaster : brinda inteligencia de transacción y monitoreo proactivo del acceso a los datos.

- Dataexchange : destinado a cubrir las necesidades de sincronización y movimiento de datos urgente para la recuperación de desastres y continuidad comercial.

### Integración
- de Negocios

- de Datos

- de Migración